# Alucita butleri
Alucita butleri är en fjärilsart som beskrevs av Hans Daniel Johan Wallengren 1875. Alucita butleri ingår i släktet Alucita och familjen mångfliksmott, (Alucitidae). Inga underarter finns listade i Catalogue of Life.